# Luge d'été
Ne doit pas être confondu avec Luge sur rail.
Pour les articles homonymes, voir Luge.

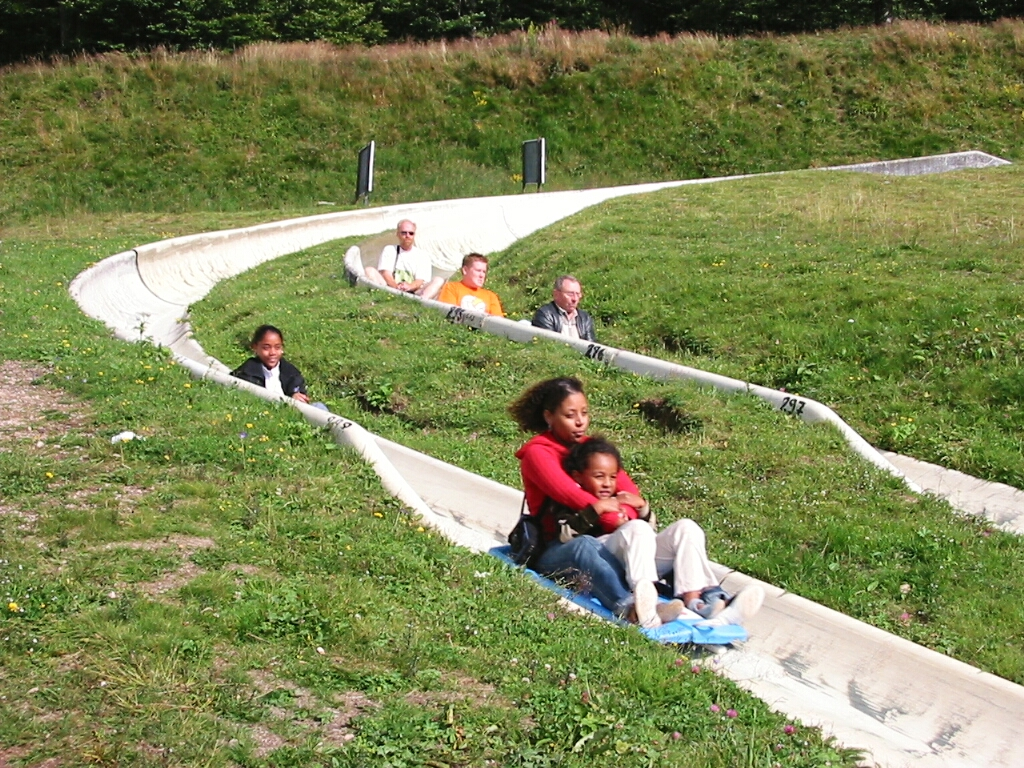
Luge d'été à la Schlucht.

La luge d'été, également appelée bob-luge par analogie au bobsleigh, reprend les bases de la luge hivernale tout en les transposant dans un contexte estival. Les luges restent des petits véhicules indépendants et libres, sur lesquels l'utilisateur peut contrôler la vitesse grâce à un manche situé devant lui, freinant en le tirant et accélérant relativement par soulèvement d'une roue en le poussant. 
À la différence de la luge classique, la luge d'été évolue uniquement sur des pistes en béton ou en métal construites à cet effet. Ces parcours sont construits sur des reliefs inclinés et offrent des variations de dénivelé et des virages relevés pour plus de sensations. 
Selon les cas, la montée au sommet du parcours s'effectue soit directement sur le circuit, grâce à un système de traction par câble, soit par remontée mécanique, le plus souvent, un télésiège au dos duquel le gérant accroche les luges.
Deux parcours parallèles à quelques variantes près de changements de pente et sinuosités sont souvent proposés, afin de garder un rythme homogène de vitesse et de distance de sécurité entre participants, évitant soit les bouchons, soit d'être « talonné », l'un parcouru par les personnes plus lentes et les enfants, l'autre parcouru plus rapidement par les plus téméraires ou initiés.

## Évolution
Un dérivé de ce concept est apparu en Suisse et en Allemagne : nommé alpine coaster (ou luge sur rail), le concept propose des luges montées sur des rails de type montagnes russes, parfois associées aux luges d'été, les deux options étant proposées dans les parcs de loisirs.
Par comparaison, les sensations sont différentes voire plus intenses sur une luge d'été risquant ou donnant l'impression de se retourner pouvant sortir de la gouttière, en balançant lors des accélérations dans les virages ou changements de pente, obligeant les passagers à freiner de temps en temps, ce qui n'est pas le cas pour un rail guidé où tout le trajet peut souvent être effectué sans freiner permettant d'acquérir encore davantage de vitesse dans les pentes.